# Candelabrum mitra
Candelabrum mitra är en nässeldjursart som först beskrevs av Bonnevie 1898.  Candelabrum mitra ingår i släktet Candelabrum och familjen Candelabridae. Inga underarter finns listade i Catalogue of Life.